# 王文炳 (隆慶進士)
王文炳（1531年—1606年），原姓高，字象甫、又字象南，號貞菴，直隸松江府上海縣浦东鹤沙人，軍籍，明朝政治人物，隆慶辛未進士。

## 生平
隆慶元年（1567年）丁卯科順天府鄉試第三名舉人。隆慶五年（1571年）辛未科會試第一百八十二名，三甲二百七十二名進士，榜姓高。都察院觀政，授四川叙州府推官。以平定九丝洞蛮，收复凌霄关之功，萬曆二年（1574年）升刑部主事，六年晋刑部员外郎、郎中。万历九年（1581年）升任庆远府知府。十四年正月升贵州副使，十七年遷陕西苑马寺卿。卒年七十六。

## 著作
參修《平蛮录》。

## 佚事
《萬曆野獲編》載王文炳歿後，其子王淑伦（字彝则）為其立木像，高數尺，且內藏機關，動如活人，有親友到訪，還操縱木像作揖之事。

## 家族
其家族本王氏，曾祖父王鉉，官盱眙训導，入贅于高，因徏其姓，贈奉政大夫修政庶尹府同知。祖父高祚；父高嶔。嫡母韓氏；生母宋氏。永感下。兄高鄂。弟高文節。